# Jim Bilba
Jim Bilba, född 17 april 1968 i Pointe-à-Pitre, Guadeloupe, är en fransk före detta basketspelare som tog OS-silver 2000 i Sydney. Detta var Frankrikes första medalj på 52 år i herrbasket vid olympiska sommarspelen. 
Bilba började spela basket på 1980-talet och hade sitt genombrott som spelare säsongen 1988–89 med klubben Cholet Basket, som den säsongen kom tvåa i LNB Pro A, samtidigt som Bilba individuellt blev utsedd till turneringens mest lovande spelare. Han spelade i Cholet tills han 1992 gick till Limoges CSP, som han säsongen 1992-93 vann Euroleague med och även LNB Pro A (1993 och 1994), samt franska cupen i basket (1994 och 1995). 1996 gick han över till ASVEL och vann med den klubben kort därefter franska cupen, samt även 2001. Efter detta spelade han 2001-2002 för den grekiska klubben AEK Aten och vann den grekiska basketligan, och i en kort period säsongen 2002-03 för Saski Baskonia, innan han samma säsong återvände till Cholet där han spelade tills han avslutade sin spelarkarriär 2007. Hans nummer 10 pensionerades av klubben.
Bilba utsågs till bästa försvarare i LNB Pro A fyra gånger, 1997, 1999, 2000 och 2001.
Efter att ha avslutat sin spelarkarriär var han assisterade coach för Cholet 2008-2014 och för Limoges 2014-2017.
Sedan 2018 har han bland annat varit aktiv som sportambassadör.